# Fridrik Bintinger
Fridrik Bintinger (Mali Borištof, 27. veljače 1913. − Veliki Borištof, 20. rujna 1960., novinar, publicist i kulturni djelatnik austrijskih Hrvata Danas znanstvenici i publicisti među Hrvatima iz Gradišća opravdano smatraju osnivačem poslijeratnoga gradišćanskog novinstva.

## Životopis
Rodio se je 1913. u Malome Borištofu u siromašnoj obitelji Hrvata iz Gradišća. U rodnom je Malome Borištofu išao u osnovnu školu. U Željeznome je završio gimnaziju. U Beču studirao i doktorirao pravo.
Suosnivač i predsjednik Kola katoličanskoga gradišćansko-hrvatskoga djačtva, mladeške organizacije osnovane 1931. u Velikom Borištofu radi širenja hrvatske nacionalne svijesti knjigom, pjesmom i javnim priredbama. Član uprave tamošnjega Hrvatskog gradišćanskoga kulturnoga društva, gdje je bio vrlo aktivan.
Glavni urednik novoosnovana lista Našega tajednika od 1947. godine; zbog bolesti je nakon pet godina uspješna rada morao otići. List je 1960. promijenio ime u Hrvatske novine. Teme o kojima je pisao kulturni (položaj hrvatskog jezika, problemi suživota sa sugrađanima njemačkoga materinskog jezika, ekscesne pojave neonacizma), gospodarski (gradišćansko selo) i prosvjetni problemi (stanje hrvatskog školstva u Gradišću), prije svega. Novinske forme koje je pisao bili su uvodnici, podlistci, crtice i članci. Bintingerovi tekstovi pokazuju znake postupna približavanja standardnomu hrvatskom jeziku u Hrvatskoj, kao i kod suradnika Našega tajednika.
Crtica Na kratki objavljena mu je u Željeznom 1990. godine. Izlazile su od 1947. do 1960. kao suurednik "Našeg tajednika" od 1947. do 1960. godine. Spada u skupinu hrvatskih pisaca iz Gradišća koja je pisala tradicionalnim sadržajima, zabavno-poučnim, narodnim jezikom. Pripadnik t.zv. "generacije na mostu" književnika gradišćanskih Hrvata (Bintinger, Augustin Blazović, Robert Hajszan, Pavao Horvath, Martin Jordanić, Mate Kočiš, Štefan Kokošić, Anton Leopold, Franjo Meršić, Franjo Palković, Vilijam Pokorny, Tedi Prior, Bela Schreiner, Ferdo Sinković, Feri Sučić, Mate Šinković, Ljudevit Škrapić, Ana Šoretić, Peter Tažky, Milo Vašak, Joško Weidinger, s time da Martina Jordanića, Anu Šoretić i Petra Tažkoga ne smijemo jednoznačno uvrstiti. Augustin Blazović je ovu generaciju nazvao tako jer One bi htile biti most u dvostrukom smislu: 1. Most od Miloradića k modernoj liri,... 2. Most k književnom jeziku."